# Sziklarigó
A sziklarigó (Pinarornis plumosus) a madarak osztályának verébalakúak (Passeriformes) rendjébe és a rigófélék (Turdidae) családjába tartozó Pinarornis nem egyetlen faja.

## Rendszerezése
A nemet és a fajt is Richard Bowdler Sharpe angol zoológus és ornitológus írta le 1876-ban. 
Korábban a légykapófélék (Muscicapidae) családjába sorolták, de egy 2020-ban lezajlott genetikai kutatás alapján kiderült, hogy a faj a rigófélék családjának egyik bazális kládjának a tagja. Ezen kutatás alapján - melyet az Nemzetközi Ornitológiai Szövetség is elfogadott - a fajt átsorolták a rigófélék közé.

## Előfordulása
Afrika déli részén, Botswana, Malawi, Mozambik, Zambia és Zimbabwe területén honos. Természetes élőhelyei a szubtrópusi vagy trópusi szavannák, sziklás környezetben. Állandó, nem vonuló faj.

## Megjelenése
Testhossza 27 centiméter.
|  |

## Természetvédelmi helyzete
Az elterjedési területe nagyon nagy, egyedszáma pedig stabil. A Természetvédelmi Világszövetség Vörös listáján nem fenyegetett fajként szerepel.